# Karlovasi
Karlovasi (grekiska: Καρλόβασι) är en stad (uppdelad i fyra delar; Paleo, Limani, Meson och Neo) och en kommun på ön Samos nordvästra sida, i prefekturen Samos. Enligt 2001 års folkräkning hade kommunen 9 590 invånare, och en area på 100,330 km². Förutom Karlovasi finns ytterligare tre kommuner på ön, Vathy, Pythagorion och Marathokampos.
Egeiska universitetet har tre avdelningar i staden: inom matematik, statistik och försäkringsmatematik, samt ingenjörsvetenskap om information- och kommunikationsvetenskap. Universitetet har drygt 2 000 studenter.
Staden har en rik historia inom kultur och handel, som en blomstrande garvnings- och tobakstillverkningscenter under 1900-talets början. Många neoklassiska hus kan ses från perioden såväl som återstoden av de stora stenbyggda fabrikerna vid hamnen.
Som ett resultat av kommunreformen Kapodistriasprogrammet är staden, med 5 740 invånare, centralort för en kommun som också omfattar de närliggande byarna som Platanos, Drakeoi, Kastania, Leka, Nikoloudes, Konteika, Kontakeika, Idroussa och Agioi Theodoroi.